# 마산일본성
마산일본성(馬山日本城)은 대한민국 경상남도 창원시 마산합포구 산호동에 있는 정유재란 때 일본군이 쌓은 일본식 성곽(왜성)이다. 1963년 1월 21일 대한민국의 사적 제35호로 지정되었으나, 보존가치가 없어 1969년 8월 1일 문화재 지정이 해제되었다.

## 개요
경상남도 창원시 마산합포구 산호동에 있는 조선시대의 성곽이자 산성이다.
임진왜란과 정유재란 때 조선을 침략한 일본군들이 경상남도 해안지대에 쌓은 20여개 왜성 중에 하나로 지금은 대부분 허물어지고 공원화되어 석축의 일부분만 남아 있다.
임진왜란 당시 조선에 상륙한 일본군은 1594년 봄에 부산·경남 지역에서 대대적인 축성에 착수하여 전투의 장기화에 대비하였다.
마산일본성은 1592년 4월 부산에 상륙한 왜장 다테 마사무네가 부산의 김해 죽도왜성을 함락한 뒤 창원을 거쳐 마산으로 들어와 용마산을 군사기지로 사용하기 위해 축성공사를 시작하였으며, 그 뒤 1597년 10월 정유재란 때 왜장 나베시마 나오시게와 가쓰시게가 본격적인 축성공사에 착수하여 12월에 완공하였다.
이 성은 한때 사적으로 지정되었다가 왜성이라는 이유로 해제되었다. 일본 사서(史書)에는 이 성을 창원성(昌原城)으로 기록하고 있으며 성 외곽에 함선이 직접 닿았다고 하였으나 그와 같은 흔적은 찾아볼 수 없고 다만 기록상으로 일제강점기 이전 합포 해안선이 용마산 바로 밑까지 들어온 것은 구일본군의 측량 기록으로 남아있다.

## 같이 보기
- 부산일본성

## 참고 자료
- 마산일본성 - 국가유산청 국가유산포털